# Radio Goldstar
Radio Goldstar, auch Radio GoldStar geschrieben, ist ein deutscher Hörfunksender, mit thematischem Schwerpunkt auf Schlager, der von den Betreibern des Fernsehsenders Goldstar TV betrieben wurde. Seinen Sendestart hatte der Kanal am 3. September 2001, er wurde jedoch nach einem Jahr aus wirtschaftlichen Gründen wieder eingestellt. 2020 wurde der Sendebetrieb als Radio GoldStar – Das neue Musikradio wieder aufgenommen. Als Senderverantwortlicher zeichnet Julian Lademann verantwortlich. Zu den Senderformten zählen "Wellen Wind und mehr" mit Dieter Dorning und das Magazin "Kulturzeit mit Megy B.".

## Allgemeine Informationen
Neben den Fernsehaktivitäten der Betreibergesellschaft von GoldStar TV wurde am 3. September 2001 auch ein bundesweiter, frei empfangbarer digitaler Hörfunkkanal gestartet. Als Schlagerkanal unter dem Namen GoldStar Radio ist das Programm auf Sendung gegangen. Geschäftsleiter von Radio GoldStar war Ralf Flörke. Zum Einzugs- und Versorgungsgebiet gehörten Deutschland, Österreich und die Schweiz. Die Programminhalte bestanden zu 70 Prozent aus deutschsprachiger Unterhaltungsmusik. Verbreitet wurde der Hörfunksender analog und digital über Kabel und Satellit sowie als Livestream im Internet. Es gab täglich neun Stunden live moderiertes Programm und neben Musik auch Nachrichten, Wetterberichte und Wettermelder, wie z. B. Sascha Tanski (heute Radio Sunshine Ostbelgien), Horoskope, Verkehrsmeldungen und Reisetipps und Service.

## Programminformationen
Im Jahr 2001, zur Zeit der in München stattfindenden Medientage war Radio GoldStar auch präsent und sendete live vom Stand H2 (IOC) täglich in der Zeit von 9:00 Uhr bis 18:00 Uhr. Im Mai 2002 wurden die ersten Marktforschungsdaten des Instituts Infratest/Burke ermittelt und es wurde festgestellt, dass rund 400.000 Hörer täglich RadioGoldStar einschalteten.

## Verbreitung
Radio GoldStar konnte unter folgenden Empfangsparametern via Satellit empfangen werden. Zudem war der Empfang mit Digitalreceivern von Premiere World möglich und unter Frequenz 104,1 MHz im Kabelnetz von Wien.
Digitale Verbreitung:
- Transponder 67
- Frequenz 11.758,5 MHz
- Polarisation Horizontal
- Symbolrate 27,5 MSymb/s
- FEC 3 / 4

Analoge Verbreitung:
- Transponder 64
- Frequenz 10.936 MHz
- Polarisation Vertikal
- Tonunterträgerfrequenzen 7,74 MHz (links), 7,92 MHz (rechts)

## Einstellung
Radio GoldStar stellte seinen Sendebetrieb im September 2002 ein. Ursache dafür war, dass es dem Sender nicht gelungen war, eine dauerhafte Werbefinanzierung des Senders sicherzustellen. Laut Sender war der Grund für die Finanzierungsprobleme die schwache Konjunktur.
2020 wurde der Sendebetrieb als Radio GoldStar – Das neue Musikradio wieder aufgenommen. Als Senderverantwortlicher zeichnet Julian Lademann verantwortlich. Zu den Senderformten zählen "Wellen Wind und mehr" mit Dieter Dorning und das Magazin "Kulturzeit mit Megy B."